# Raimund Harmstorf
Raimund Harmstorf, także Lance Boyle (ur. 7 października 1939 w Hamburgu, zm. 3 maja 1998 w Marktoberdorfie) – niemiecki aktor.

## Życiorys

### Wczesne lata
Urodził się i dorastał w Hamburgu jako syn lekarza. Był mistrzem dziesięcioboju lekkoatletycznego w Szlezwiku-Holsztynie. Studiował medycynę, później muzykę i dramat.

### Kariera
Występował na małym ekranie pod koniec lat 60. w drobnych rolach telewizyjnych. Przełom w jego karierze nastąpił w 1971, gdy wcielił się w postać Wolfa Larsena w telewizyjnej adaptacji ZDF powieści Jacka Londona Wilk morski. W 1972 trafił na okładkę magazynu „Bravo”.
W latach 70. grywał w międzynarodowych filmach przygodowych, m.in. ekranizacji powieści Jacka Londona Zew krwi (Call of the Wild, 1972) u boku Charltona Hestona i Michèle Mercier czy Zanna Bianca (1973) obok Franco Nero, Virny Lisi i Fernanda Reya. Pojawiał się głównie w filmach klasy B lub C, spaghetti westernach, a często jedynie w roli „złych Niemców”.
W 1976 odniósł sukces telewizyjny w Niemczech i wielu krajach Europy jako Michał Strogow, bohater książki Juliusza Verne’a. W 1978 roku zagrał w filmie Nazywali go Buldożer (Lo chiamavano Bulldozer) jako przeciwnik byłego gwiazdora futbolu amerykańskiego (w tej roli Bud Spencer). W latach 80. występował przede wszystkim w niemieckich produkcjach telewizyjnych takich jak Tatort (Miejsce zbrodni, 1987), Klinika w Schwarzwaldzie (Die Schwarzwaldklinik, 1987–1988) i Klinika pod palmami (Klinik unter Palmen, 1996).

## Życie prywatne
Raimund Harmstorf miał ostatni romans z Gudrun Stab. W swoim życiu doznał kilka wypadków i poważnych obrażeń. Jego restauracja „Zum Seewolf” („Na wilka morskiego”) w Deidesheim zbankrutowała. Od 1994 roku Harmstorf cierpiał na chorobę Parkinsona i był leczony na oddziale psychiatrycznym szpitala powiatowego w Kaufbeuren. 2 maja 1998 roku, niemiecka gazeta „Bild” w artykule „Seewolf Raimund Harmstorf in der Psychiatrie” (Wilk morski Raimund Harmstorf w psychiatrii) poinformowała o chorobie aktora. Następnej nocy w swoim gospodarstwie w Marktoberdorf, Raimund Harmstorf popełnił samobójstwo przez uduszenie. Jego grób znajduje się na cmentarzu w Bad Oldesloe.

## Wybrana filmografia

### Filmy fabularne
- 1969: Donnerwetter! Donnerwetter! Bonifatius Kiesewetter jako Stramm, porucznik policji
- 1971: Siegfried und das sagenhafte Liebesleben der Nibelungen jako Siegfried
- 1972: Krwawy piątek (Blutiger Freitag) jako Heinz Klett
- 1972: Zew krwi (Call of the Wild) jako Pete
- 1973: Zanna Bianca jako Kurt Jansen
- 1974: Powrót Białego Kła (Il Ritorno di Zanna Bianca) jako Kurt Jansen
- 1975: Un Genio, due compari jako sierż. Milton
- 1977: Kalifornia (California) jako Rope Whitaker
- 1977: Mr. Mean jako Rommell
- 1978: Bohaterowie z piekła (Quel maledetto treno blindato) jako Adolf Sachs
- 1978: Lo chiamavano Bulldozer jako sierżant Kempfer
- 1979: Uno sceriffo extraterrestre... poco extra e molto terrestre jako kapitan Briggs
- 1980: Ślad olbrzymów (L'Empreinte des géants) jako Jo Hansen
- 1983: Grom (Thunder) jako zastępca Barry Henson
- 1984: Obława (Cane arrabbiato) jako strażnik więzienny
- 1985: Das Wunder jako ojciec Raphaeli
- 1986: Geld oder Leber! jako kapitan Klagenfurt
- 1987: Thunder II jako Rusty
- 1990: Cafe Europa jako pan Whiteman
- 1995: Saga Wikingów (The Viking Sagas) jako Valgard
- 1995: Royal Destiny jako Nick
- 1996: Wilki (The Wolves) jako King

### Filmy TV
- 1965: Don Juan jako Bauer Pierrot / 3. Zbójca
- 1965: Leutnant Nant jako Rekrut
- 1966: Die Chefin jako Bob Salesbury
- 1969: Die Revolte jako Hans Jürgen Berger
- 1970: Die Sprachlosen jako Doc
- 1970: Finder, bitte melden jako Mike Roy
- 1973: 3 listopada 1973 (3. November 1973)
- 1974: Ehrenhäuptling der Watubas jako Gustav Meier
- 1976: Winnetou I jako Santer
- 1977: Winnetou II jako Santer
- 1977: Le jeune homme et le lion jako Widukind
- 1988: Duży człowiek (Big Man: Fanciulla che ride) jako Vasco

### Seriale TV
- 1968: Detektyw Quarles (Detektiv Quarles) jako Jimmy Clayton
- 1968: Babeck jako Nielsson
- 1970: Die Kriminalnovelle jako Mike Jay
- 1971: Tournee jako Nico Berger
- 1971: Wilk morski (Der Seewolf) jako Wolf Larsen
- 1972: Semesterferien jako Paul, ein Tramper
- 1974: Die Fälle des Herrn Konstantin jako Dieter Keller
- 1974: Der Kommissar jako Theo Klinger
- 1975: Derrick jako Günter Hausmann
- 1975: Michał Strogow (Michel Strogoff) jako Michał Strogow
- 1978: Mr. Carlis und seine abenteuerlichen Geschichten jako Aljoscha
- 1979: Derrick jako Rudolf Nolde
- 1987: Klinika w Schwarzwaldzie (Die Schwarzwaldklinik) jako Florian Brinkmann
- 1987: Derrick jako Albert Hufland
- 1987: Tatort (Miejsce zbrodni) jako Rolf Bergmann
- 1988: Klinika w Schwarzwaldzie (Die Schwarzwaldklinik) jako Florian Brinkmann
- 1991: Ein Fall für zwei jako Theo Karnick
- 1992-94: African Skies jako Raimund Mautner
- 1993: Glückliche Reise jako Reinhold Wismar
- 1993: Alaska Kid jako John Bellew
- 1993: Mit Leib und Seele jako Manfred Mattusek
- 1996: Klinika pod palmami (Klinik unter Palmen) jako Hannes Müller